# Chersodromus rubriventris
Espèce
Synonymes
- Schmidtophis rubriventris Taylor, 1949

Statut de conservation UICN

 EN B1ab(iii)+2ab(iii) : En danger
Chersodromus rubriventris est une espèce de serpents de la famille des Dipsadidae.

## Répartition
Cette espèce est endémique du Mexique. Elle se rencontre dans les États de San Luis Potosí et du Querétaro.

## Description
L'holotype de Chersodromus rubriventris mesure 308 mm dont 68 mm pour la queue. Cette espèce a le dos noir ardoise intense et la face ventrale rose.

## Étymologie
Son nom d'espèce, du latin rubri, « rouge », et ventris, « ventre », lui a été donné en référence à sa livrée.

## Publication originale
- Taylor, 1949 : A preliminary account of the herpetology of the state of San Luis Potosi, Mexico. University of Kansas science bulletin, vol. 33, no 2, p. 169-215 (texte intégral).